# برزاج
برزاج یک روستا در ایران است که در دهستان جلگه ماژان شهرستان خوسف واقع شده‌است. برزاج ۲۸ نفر جمعیت دارد.